# Wappen der finnischen Region Åland
Wappen der finnischen Region Åland

Diese Seite zeigt Wappen der finnischen Städte und Gemeinden  der Region von Åland.

## Städte und Gemeinden

Åland
Brändö
Eckerö
Finström
Föglö
Geta
Hammarland
Jomala
Kumlinge
Kökar
Lemland
Lumparland
Mariehamn
Saltvik
Sottunga
Sund
Vårdö

- Åland[1]
- Brändö[2]
- Eckerö[3]
- Finström[4]
- Föglö[5]
- Geta[6]
- Hammarland[7]
- Jomala[8]
- Kumlinge[9]
- Kökar[10]
- Lemland[11]
- Lumparland[12]
- Mariehamn[13]
- Saltvik[14]
- Sottunga[15]
- Sund[16]
- Vårdö[17]

## Wappenbeschreibung
1. ↑  In Blau ein laufender goldener Hirsch mit goldenem Geweih. Auf dem Wappen ruht eine flache Perlenkrone
2. ↑  Durch Dornenschnitt in Rot und Silber geteilt oben eine fliegende silberne Möwe und unten ein silberbeflosster roter Fisch.
3. ↑  In Silber ein rotes einmastiges Schiff mit rotem Rahsegel.
4. ↑  In Rot eine ausgerissene goldene Eiche mit fünf Blättern steht über einem schmalen Wellenbalken im Schildfuß
5. ↑  in Blau drei (2;1) goldene zum rechten Obereck fliegende Enten
6. ↑  In Blau ein aufgerichteter goldener Ziegenbock
7. ↑  Das blaue Wappen hat ein silbernen Schildfuß mit einem roten Dreiberg. Oben schwimmt ein goldenes Wikingerschiff frontal mit gesetztem goldenen Segel und links wehendem Wimpel.
8. ↑  In Blau sitzt der goldene heilige Olaf auf einem goldenen Thron und hält in der rechten Hand einen goldenen Reichsapfel und im rechten Arm eine goldene Axt.
9. ↑  In Rot ein auffliegender goldener Adler auf einem silbernen Natursteinhaufen
10. ↑  In Blau ein rotbeflosster silberner springender Fisch
11. ↑  In Schwarz ein goldenes Haus mit Walmdach und zwei roten Fenstern. An den Dachspitzen je ein goldenes Kreuz.
12. ↑  In blau eine goldene Garbe von zwei sich zugewendeten rotbeflossten silbernen aufrechten Fischen begleitet.
13. ↑  In Blau ein goldener Anker unter einem goldenen Schildhaupt mit drei Laubblättern
14. ↑  In Rot eine erniedriegte goldene Spitze mit Schuppenmuster von zwei goldenen mit kleinen Blättern besteckten Lilien begleitet.
15. ↑  In Blau ein goldenes einmastiges Boot mit einem Paddel und nach links wehender roter eingeschnittener Mastflagge über einem goldenen Zwillingsbalken mit Dornenschnitt.
16. ↑  In Rot ein goldener Turm mit schwarzen Fenstern und nach links wehender gokdenen Fahne. Zu beiden Seiten eine niedrige goldene Mauer mit einer Zinne
17. ↑  In Blau ein silberner Ofenkegel mit doldgeränderter roter Flamme.